# Селіштя-Ноуе (Молдова)
Селіштя-Ноуе (рум. Seliștea Nouă) — село у Калараському районі Молдови. Входить до складу комуни, адміністративним центром якої є село Тузара.

## Населення
За даними перепису населення 2004 року у селі проживали 1393 особи.
Національний склад населення села:
| Національність   | Кількість осіб | Відсоток   |
| ---------------- | -------------- | ---------- |
| молдавани румуни | 1328 13        | 95,3% 0,9% |
| росіяни          | 23             | 1,7%       |
| українці         | 19             | 1,4%       |
| цигани           | 7              | 0,5%       |
| гагаузи          | 2              | 0,1%       |
| болгари          | 1              | 0,1%       |
| Всього           | 1393           | 100%       |